# دزج
دزج نام شهری در استان کردستان در غرب ایران است. این شهر مرکز بخش چهاردولی شهرستان قروه است. جمعیت این شهر در سال ۱۳۸۵، برابر با ۲٫۶۱۷ نفر بوده‌است.

## آثار تاریخی

### غار فرهادتاش وینسار
در حدود ۳۵ کیلومتری شرق شهر قروه، در نزدیکی روستای وینسار بر روی کوهی مرتفع، بقایای یک معدن بزرگ سنگ قرار دارد که از نظر نوع، اندازه و تراش سنگ دارای ویژگی‌های خاص و از اهمیت بسیار برخوردار است. باور مردم برآن است که این سنگ‌ها به داستان شیرین و فرهاد ارتباط دارد. نوع حجاری و سفال‌های موجود در منطقه، احتمالاً به دوره ساسانی تعلق دارد. این منطقه در ایام بهار به عنوان تفرجگاه مورد استفاده مردم است. در ضلع شرقی همین کوه فرهادتاش، دهانه غاری وجود دارد که " اورل استین " مستشرق اروپایی هنگام بررسی منطقه غرب کشور، از این غار نام برده و ظاهراً نتوانسته وارد آن شود. 

### تپه تاریخی دینار وینسار
تپه دینار وینسار مربوط به دوران‌های تاریخی پس از اسلام است و در شهرستان قروه، روستای وینسار واقع شده. این اثر در تاریخ ۲۵ اسفند ۱۳۷۹ با شمارهٔ ثبت ۳۵۷۴ به‌عنوان یکی از آثار ملی ایران به ثبت رسیده‌است.
روان تپه وینسار نیز در تاریخ ۲۵ اسفند ۱۳۷۹ با شمارهٔ ثبت ۳۵۷۳ به‌عنوان یکی از آثار ملی ایران به ثبت رسیده‌است.
یکی دیگر از آثار تاریخی وینسار کوه صخره‌ای کماجار می‌باشد که این کوه هم یکی دیگه از آثار ثبت شده وینسار می‌باشد.